# Clásica de Almería 2021
La 36e édition de la Clásica de Almería a lieu le 14 février 2021. La course fait partie du calendrier UCI ProSeries 2021 en catégorie 1.Pro.

## Présentation

### Équipes
Vingt-deux équipes participent à cette Clásica de Almería - onze WorldTeams et onze ProTeams :
| WorldTeams (11)- AG2R Citroën Team - Astana-Premier Tech - Bora-Hansgrohe - Cofidis - Deceuninck-Quick Step - Intermarché-Wanty-Gobert Matériaux - Movistar Team - Team BikeExchange - Qhubeka Assos - Trek-Segafredo - UAE Team Emirates ProTeams (11)- Bardiani CSF Faizanè - Bingoal-WB - Burgos-BH - Caja Rural-Seguros RGA - Eolo-Kometa - Equipo Kern Pharma - Euskaltel-Euskadi - Gazprom-RusVelo - Sport Vlaanderen-Baloise - Total Direct Énergie - Rally Cycling |
| |

## Classements

### Classement final
| \| Classement général \| Classement général \| Classement général \| Classement général \| Classement général \| \| Coureur \| Coureur \| Pays \| Équipe \| Temps \| \| ------------------ \| ------------------ \| ------------------ \| ---------------------------------- \| ------------------ \| \| 1er \| Giacomo Nizzolo \| Italie \| Qhubeka Assos \| 4 h 18 min 44 s \| \| 2e \| Florian Sénéchal \| France \| Deceuninck-Quick Step \| + 0 s \| \| 3e \| Martin Laas \| Estonie \| Bora-Hansgrohe \| + 0 s \| \| 4e \| Jon Aberasturi \| Espagne \| Caja Rural-Seguros RGA \| + 0 s \| \| 5e \| Timothy Dupont \| Belgique \| Bingoal-WB \| + 0 s \| \| 6e \| Danny van Poppel \| Pays-Bas \| Intermarché-Wanty-Gobert Matériaux \| + 0 s \| \| 7e \| Gabriel Cullaigh \| Royaume-Uni \| Movistar Team \| + 0 s \| \| 8e \| Edward Theuns \| Belgique \| Trek-Segafredo \| + 0 s \| \| 9e \| Marc Sarreau \| France \| AG2R Citroën Team \| + 0 s \| \| 10e \| Damiano Cima \| Italie \| Gazprom-RusVelo \| + 0 s \| |                  |             |                                    |                 |
| |                  |             |                                    |                 |
| Source : ProCyclingStats |                  |             |                                    |                 |
| Classement général |                  |             |                                    |                 |
| Coureur | Coureur          | Pays        | Équipe                             | Temps           |
| 1er | Giacomo Nizzolo  | Italie      | Qhubeka Assos                      | 4 h 18 min 44 s |
| 2e | Florian Sénéchal | France      | Deceuninck-Quick Step              | + 0 s           |
| 3e | Martin Laas      | Estonie     | Bora-Hansgrohe                     | + 0 s           |
| 4e | Jon Aberasturi   | Espagne     | Caja Rural-Seguros RGA             | + 0 s           |
| 5e | Timothy Dupont   | Belgique    | Bingoal-WB                         | + 0 s           |
| 6e | Danny van Poppel | Pays-Bas    | Intermarché-Wanty-Gobert Matériaux | + 0 s           |
| 7e | Gabriel Cullaigh | Royaume-Uni | Movistar Team                      | + 0 s           |
| 8e | Edward Theuns    | Belgique    | Trek-Segafredo                     | + 0 s           |
| 9e | Marc Sarreau     | France      | AG2R Citroën Team                  | + 0 s           |
| 10e | Damiano Cima     | Italie      | Gazprom-RusVelo                    | + 0 s           |

### Classement UCI
La course attribue des points au Classement mondial UCI 2021 selon le barème suivant.
| Position           | 1er | 2e  | 3e  | 4e  | 5e | 6e | 7e | 8e | 9e | 10e | 11e | 12e | 13e | 14e | 15e | 16e à 30e | 31e à 40e |
| Classement général | 200 | 150 | 125 | 100 | 85 | 70 | 60 | 50 | 40 | 35  | 30  | 25  | 20  | 15  | 10  | 5         | 3         |

## Liste des participants
| Bora-Hansgrohe BOH | Bora-Hansgrohe BOH      | Bora-Hansgrohe BOH |
| ------------------ | ----------------------- | ------------------ |
| Num                | Coureur                 | Pos                |
| 1                  | Cesare Benedetti (ITA)  | 85e                |
| 2                  | Maciej Bodnar (POL)     | 137e               |
| 3                  | Marcus Burghardt (GER)  | 39e                |
| 4                  | Patrick Gamper (AUT)    | 70e                |
| 5                  | Martin Laas (EST)       | 3e                 |
| 6                  | Jordi Meeus (BEL)       | 141e               |
| 7                  | Lukas Pöstlberger (AUT) | 101e               |

| UAE Team Emirates UAD | UAE Team Emirates UAD     | UAE Team Emirates UAD |
| --------------------- | ------------------------- | --------------------- |
| Num                   | Coureur                   | Pos                   |
| 11                    | Fernando Gaviria (COL)    | 17e                   |
| 12                    | Marco Marcato (ITA)       | 118e                  |
| 13                    | Sebastián Molano (COL)    | 45e                   |
| 14                    | Ivo Oliveira (POR)        | 134e                  |
| 15                    | Rui Oliveira (POR)        | 73e                   |
| 16                    | Maximiliano Richeze (ARG) | 35e                   |
| 17                    | Oliviero Troia (ITA)      | 108e                  |

| Cofidis COF | Cofidis COF             | Cofidis COF |
| ----------- | ----------------------- | ----------- |
| Num         | Coureur                 | Pos         |
| 21          | Nathan Haas (AUS)       | 81e         |
| 22          | Jelle Wallays (BEL)     | 136e        |
| 23          | André Carvalho (POR)    | 100e        |
| 24          | Victor Lafay (FRA)      | 113e        |
| 25          | Fabio Sabatini (ITA)    | 114e        |
| 26          | Kenneth Vanbilsen (BEL) | 82e         |
| 27          | Attilio Viviani (ITA)   | 26e         |

| Intermarché-Wanty-Gobert Matériaux IWG | Intermarché-Wanty-Gobert Matériaux IWG | Intermarché-Wanty-Gobert Matériaux IWG |
| -------------------------------------- | -------------------------------------- | -------------------------------------- |
| Num                                    | Coureur                                | Pos                                    |
| 31                                     | Jonas Koch (GER)                       | 142e                                   |
| 32                                     | Andrea Pasqualon (ITA)                 | 46e                                    |
| 33                                     | Taco van der Hoorn (NED)               | 104e                                   |
| 34                                     | Boy van Poppel (NED)                   | 143e                                   |
| 35                                     | Danny van Poppel (NED)                 | 6e                                     |
| 36                                     | Pieter Vanspeybrouck (BEL)             | 89e                                    |
| 37                                     | Loïc Vliegen (BEL)                     | 98e                                    |

| BikeExchange BEX | BikeExchange BEX            | BikeExchange BEX |
| ---------------- | --------------------------- | ---------------- |
| Num              | Coureur                     | Pos              |
| 41               | Jack Bauer (NZL)            | 93e              |
| 42               | Michael Hepburn (AUS)       | 77e              |
| 43               | Amund Grøndahl Jansen (NOR) | 12e              |
| 44               | Nick Schultz (AUS)          | 74e              |
| 45               | Callum Scotson (AUS)        | 78e              |
| 46               | Dion Smith (NZL)            | 88e              |
| 47               | Robert Stannard (AUS)       | AB               |

| Sport Vlaanderen-Baloise SVB | Sport Vlaanderen-Baloise SVB | Sport Vlaanderen-Baloise SVB |
| ---------------------------- | ---------------------------- | ---------------------------- |
| Num                          | Coureur                      | Pos                          |
| 51                           | Cédric Beullens (BEL)        | 28e                          |
| 52                           | Alex Colman (BEL)            | 103e                         |
| 53                           | Kenny De Ketele (BEL)        | 115e                         |
| 54                           | Robbe Ghys (BEL)             | 116e                         |
| 55                           | Ward Vanhoof (BEL)           | 105e                         |
| 56                           | Aaron Van Poucke (BEL)       | 90e                          |
| 57                           | Jordi Warlop (BEL)           | 14e                          |

| AG2R Citroën Team ACT | AG2R Citroën Team ACT | AG2R Citroën Team ACT |
| --------------------- | --------------------- | --------------------- |
| Num                   | Coureur               | Pos                   |
| 61                    | Stan Dewulf (BEL)     | 87e                   |
| 62                    | Andrea Vendrame (ITA) | 24e                   |
| 63                    | Anthony Jullien (FRA) | 62e                   |
| 64                    | Lawrence Naesen (BEL) | 51e                   |
| 65                    | Marc Sarreau (FRA)    | 9e                    |
| 66                    | Gijs Van Hoecke (BEL) | 106e                  |
| 67                    | Damien Touzé (FRA)    | 16e                   |

| Euskaltel-Euskadi EUS | Euskaltel-Euskadi EUS       | Euskaltel-Euskadi EUS |
| --------------------- | --------------------------- | --------------------- |
| Num                   | Coureur                     | Pos                   |
| 71                    | Mikel Alonso (ESP)          | 138e                  |
| 72                    | Mikel Aristi (ESP)          | 22e                   |
| 73                    | Xabier Mikel Azparren (ESP) | 71e                   |
| 74                    | Julen Irizar (ESP)          | 40e                   |
| 75                    | Juan José Lobato (ESP)      | 38e                   |
| 76                    | Luis Ángel Maté (ESP)       | 57e                   |
| 77                    | Antonio Jesús Soto (ESP)    | 47e                   |

| Movistar Team MOV | Movistar Team MOV         | Movistar Team MOV |
| ----------------- | ------------------------- | ----------------- |
| Num               | Coureur                   | Pos               |
| 81                | Gabriel Cullaigh (GBR)    | 7e                |
| 82                | Iván García Cortina (ESP) | 60e               |
| 83                | Juri Hollmann (GER)       | 59e               |
| 84                | Johan Jacobs (SUI)        | 64e               |
| 85                | Mathias Norsgaard (DEN)   | 95e               |
| 86                | Gonzalo Serrano (ESP)     | 44e               |
| 87                | Alejandro Valverde (ESP)  | 55e               |

| Equipo Kern Pharma EKP | Equipo Kern Pharma EKP     | Equipo Kern Pharma EKP |
| ---------------------- | -------------------------- | ---------------------- |
| Num                    | Coureur                    | Pos                    |
| 91                     | Carlos García Pierna (ESP) | 122e                   |
| 92                     | Álex Jaime (ESP)           | 36e                    |
| 93                     | Diego López (ESP)          | 63e                    |
| 94                     | Savva Novikov (RUS)        | 37e                    |
| 95                     | José Félix Parra (ESP)     | 124e                   |
| 96                     | Ibon Ruiz (ESP)            | 140e                   |
| 97                     | Enrique Sanz (ESP)         | 123e                   |

| Astana-Premier Tech APT | Astana-Premier Tech APT         | Astana-Premier Tech APT |
| ----------------------- | ------------------------------- | ----------------------- |
| Num                     | Coureur                         | Pos                     |
| 101                     | Luis León Sánchez (ESP) (route) | 41e                     |
| 102                     | Yevgeniy Gidich (KAZ)           | 32e                     |
| 103                     | Yevgeniy Fedorov (KAZ)          | 53e                     |
| 104                     | Davide Martinelli (ITA)         | 56e                     |
| 105                     | Javier Romo (ESP)               | 54e                     |
| 106                     | Nikita Stalnow (KAZ)            | 110e                    |
| 107                     | Artyom Zakharov (KAZ)           | 43e                     |

| Burgos-BH BBH | Burgos-BH BBH                  | Burgos-BH BBH |
| ------------- | ------------------------------ | ------------- |
| Num           | Coureur                        | Pos           |
| 111           | Jetse Bol (NED)                | 29e           |
| 112           | Jesús Ezquerra (ESP)           | 19e           |
| 113           | Juan Antonio López-Cózar (ESP) | AB            |
| 114           | Ángel Madrazo (ESP)            | 119e          |
| 115           | Alex Molenaar (NED)            | 132e          |
| 116           | Manuel Peñalver (ESP)          | AB            |
| 117           | Diego Rubio (ESP)              | 58e           |

| Deceuninck-Quick Step DQT | Deceuninck-Quick Step DQT | Deceuninck-Quick Step DQT |
| ------------------------- | ------------------------- | ------------------------- |
| Num                       | Coureur                   | Pos                       |
| 121                       | Mark Cavendish (GBR)      | 94e                       |
| 122                       | Tim Declercq (BEL)        | 86e                       |
| 123                       | Álvaro Hodeg (COL)        | AB                        |
| 124                       | Florian Sénéchal (FRA)    | 2e                        |
| 125                       | Stijn Steels (BEL)        | 96e                       |
| 126                       | Jannik Steimle (GER)      | 79e                       |
| 127                       | Bert Van Lerberghe (BEL)  | 15e                       |

| Bingoal-WB BWB | Bingoal-WB BWB                      | Bingoal-WB BWB |
| -------------- | ----------------------------------- | -------------- |
| Num            | Coureur                             | Pos            |
| 131            | Stanisław Aniołkowski (POL) (route) | 23e            |
| 132            | Timothy Dupont (BEL)                | 5e             |
| 133            | Tom Paquot (BEL)                    | 97e            |
| 134            | Laurenz Rex (BEL)                   | 125e           |
| 135            | Ludovic Robeet (BEL)                | 126e           |
| 136            | Boris Vallée (BEL)                  | 135e           |
| 137            | Tom Wirtgen (LUX)                   | 117e           |

| Qhubeka Assos TQA | Qhubeka Assos TQA             | Qhubeka Assos TQA |
| ----------------- | ----------------------------- | ----------------- |
| Num               | Coureur                       | Pos               |
| 141               | Carlos Barbero (ESP)          | 76e               |
| 142               | Sean Bennett (USA)            | 67e               |
| 143               | Victor Campenaerts (BEL)      | 33e               |
| 144               | Giacomo Nizzolo (ITA) (route) | 1er               |
| 145               | Matteo Pelucchi (ITA)         | 102e              |
| 146               | Emil Vinjebo (DEN)            | 75e               |
| 147               | Max Walscheid (GER)           | 92e               |

| Eolo-Kometa EOK | Eolo-Kometa EOK         | Eolo-Kometa EOK |
| --------------- | ----------------------- | --------------- |
| Num             | Coureur                 | Pos             |
| 151             | John Archibald (GBR)    | 109e            |
| 152             | Davide Bais (ITA)       | 129e            |
| 153             | Manuel Belletti (ITA)   | 25e             |
| 154             | Lorenzo Fortunato (ITA) | 52e             |
| 155             | Mattia Frapporti (ITA)  | 72e             |
| 156             | Luca Pacioni (ITA)      | 139e            |
| 157             | Samuele Rivi (ITA)      | 130e            |

| Trek-Segafredo TFS | Trek-Segafredo TFS            | Trek-Segafredo TFS |
| ------------------ | ----------------------------- | ------------------ |
| Num                | Coureur                       | Pos                |
| 161                | Nicola Conci (ITA)            | 80e                |
| 162                | Jakob Egholm (DEN)            | AB                 |
| 163                | Amanuel Ghebreigzabhier (ERI) | AB                 |
| 164                | Alexander Kamp (DEN)          | 107e               |
| 165                | Jacopo Mosca (ITA)            | 66e                |
| 166                | Antonio Nibali (ITA)          | 131e               |
| 167                | Edward Theuns (BEL)           | 8e                 |

| Caja Rural-Seguros RGA CJR | Caja Rural-Seguros RGA CJR | Caja Rural-Seguros RGA CJR |
| -------------------------- | -------------------------- | -------------------------- |
| Num                        | Coureur                    | Pos                        |
| 171                        | Jon Aberasturi (ESP)       | 4e                         |
| 172                        | Álvaro Cuadros (ESP)       | 111e                       |
| 173                        | David González López (ESP) | 120e                       |
| 174                        | Jon Irisarri (ESP)         | 83e                        |
| 175                        | Oier Lazkano (ESP)         | 121e                       |
| 176                        | Joel Nicolau (ESP)         | AB                         |
| 177                        | Héctor Sáez (ESP)          | 112e                       |

| Gazprom-RusVelo GAZ | Gazprom-RusVelo GAZ      | Gazprom-RusVelo GAZ |
| ------------------- | ------------------------ | ------------------- |
| Num                 | Coureur                  | Pos                 |
| 181                 | Igor Boev (RUS)          | AB                  |
| 182                 | Marco Canola (ITA)       | 11e                 |
| 183                 | Sergey Chernetskiy (RUS) | 50e                 |
| 184                 | Damiano Cima (ITA)       | 10e                 |
| 185                 | Pavel Kochetkov (RUS)    | 61e                 |
| 186                 | Petr Rikunov (RUS)       | 49e                 |
| 187                 | Dmitri Strakhov (RUS)    | 133e                |

| Total Direct Énergie TDE | Total Direct Énergie TDE  | Total Direct Énergie TDE |
| ------------------------ | ------------------------- | ------------------------ |
| Num                      | Coureur                   | Pos                      |
| 191                      | Christopher Lawless (GBR) | 84e                      |
| 192                      | Lorrenzo Manzin (FRA)     | 13e                      |
| 193                      | Adrien Petit (FRA)        | AB                       |
| 194                      | Cristian Rodríguez (ESP)  | 68e                      |
| 195                      | Geoffrey Soupe (FRA)      | 99e                      |
| 196                      | Niki Terpstra (NED)       | 91e                      |
| 197                      | Dries Van Gestel (BEL)    | 42e                      |

| Bardiani CSF Faizanè BCF | Bardiani CSF Faizanè BCF | Bardiani CSF Faizanè BCF |
| ------------------------ | ------------------------ | ------------------------ |
| Num                      | Coureur                  | Pos                      |
| 201                      | Enrico Battaglin (ITA)   | 34e                      |
| 202                      | Filippo Fiorelli (ITA)   | 18e                      |
| 203                      | Umberto Marengo (ITA)    | 21e                      |
| 204                      | Daniel Savini (ITA)      | 31e                      |
| 205                      | Giovanni Visconti (ITA)  | AB                       |
| 206                      | Filippo Zana (ITA)       | 69e                      |
| 207                      | Samuele Zoccarato (ITA)  | 48e                      |

| Rally Cycling RLY | Rally Cycling RLY       | Rally Cycling RLY |
| ----------------- | ----------------------- | ----------------- |
| Num               | Coureur                 | Pos               |
| 211               | Nathan Brown (USA)      | 128e              |
| 212               | Pier-André Côté (CAN)   | 27e               |
| 213               | Arvid de Kleijn (NED)   | AB                |
| 214               | Colin Joyce (USA)       | 20e               |
| 215               | Emerson Oronte (USA)    | 127e              |
| 216               | Joey Rosskopf (USA)     | 65e               |
| 217               | Nickolas Zukowsky (CAN) | 30e               |

| Bora-Hansgrohe BOH | Bora-Hansgrohe BOH      | Bora-Hansgrohe BOH |
| ------------------ | ----------------------- | ------------------ |
| Num                | Coureur                 | Pos                |
| 1                  | Cesare Benedetti (ITA)  | 85e                |
| 2                  | Maciej Bodnar (POL)     | 137e               |
| 3                  | Marcus Burghardt (GER)  | 39e                |
| 4                  | Patrick Gamper (AUT)    | 70e                |
| 5                  | Martin Laas (EST)       | 3e                 |
| 6                  | Jordi Meeus (BEL)       | 141e               |
| 7                  | Lukas Pöstlberger (AUT) | 101e               |

| UAE Team Emirates UAD | UAE Team Emirates UAD     | UAE Team Emirates UAD |
| --------------------- | ------------------------- | --------------------- |
| Num                   | Coureur                   | Pos                   |
| 11                    | Fernando Gaviria (COL)    | 17e                   |
| 12                    | Marco Marcato (ITA)       | 118e                  |
| 13                    | Sebastián Molano (COL)    | 45e                   |
| 14                    | Ivo Oliveira (POR)        | 134e                  |
| 15                    | Rui Oliveira (POR)        | 73e                   |
| 16                    | Maximiliano Richeze (ARG) | 35e                   |
| 17                    | Oliviero Troia (ITA)      | 108e                  |

| Cofidis COF | Cofidis COF             | Cofidis COF |
| ----------- | ----------------------- | ----------- |
| Num         | Coureur                 | Pos         |
| 21          | Nathan Haas (AUS)       | 81e         |
| 22          | Jelle Wallays (BEL)     | 136e        |
| 23          | André Carvalho (POR)    | 100e        |
| 24          | Victor Lafay (FRA)      | 113e        |
| 25          | Fabio Sabatini (ITA)    | 114e        |
| 26          | Kenneth Vanbilsen (BEL) | 82e         |
| 27          | Attilio Viviani (ITA)   | 26e         |

| Intermarché-Wanty-Gobert Matériaux IWG | Intermarché-Wanty-Gobert Matériaux IWG | Intermarché-Wanty-Gobert Matériaux IWG |
| -------------------------------------- | -------------------------------------- | -------------------------------------- |
| Num                                    | Coureur                                | Pos                                    |
| 31                                     | Jonas Koch (GER)                       | 142e                                   |
| 32                                     | Andrea Pasqualon (ITA)                 | 46e                                    |
| 33                                     | Taco van der Hoorn (NED)               | 104e                                   |
| 34                                     | Boy van Poppel (NED)                   | 143e                                   |
| 35                                     | Danny van Poppel (NED)                 | 6e                                     |
| 36                                     | Pieter Vanspeybrouck (BEL)             | 89e                                    |
| 37                                     | Loïc Vliegen (BEL)                     | 98e                                    |

| BikeExchange BEX | BikeExchange BEX            | BikeExchange BEX |
| ---------------- | --------------------------- | ---------------- |
| Num              | Coureur                     | Pos              |
| 41               | Jack Bauer (NZL)            | 93e              |
| 42               | Michael Hepburn (AUS)       | 77e              |
| 43               | Amund Grøndahl Jansen (NOR) | 12e              |
| 44               | Nick Schultz (AUS)          | 74e              |
| 45               | Callum Scotson (AUS)        | 78e              |
| 46               | Dion Smith (NZL)            | 88e              |
| 47               | Robert Stannard (AUS)       | AB               |

| Sport Vlaanderen-Baloise SVB | Sport Vlaanderen-Baloise SVB | Sport Vlaanderen-Baloise SVB |
| ---------------------------- | ---------------------------- | ---------------------------- |
| Num                          | Coureur                      | Pos                          |
| 51                           | Cédric Beullens (BEL)        | 28e                          |
| 52                           | Alex Colman (BEL)            | 103e                         |
| 53                           | Kenny De Ketele (BEL)        | 115e                         |
| 54                           | Robbe Ghys (BEL)             | 116e                         |
| 55                           | Ward Vanhoof (BEL)           | 105e                         |
| 56                           | Aaron Van Poucke (BEL)       | 90e                          |
| 57                           | Jordi Warlop (BEL)           | 14e                          |

| AG2R Citroën Team ACT | AG2R Citroën Team ACT | AG2R Citroën Team ACT |
| --------------------- | --------------------- | --------------------- |
| Num                   | Coureur               | Pos                   |
| 61                    | Stan Dewulf (BEL)     | 87e                   |
| 62                    | Andrea Vendrame (ITA) | 24e                   |
| 63                    | Anthony Jullien (FRA) | 62e                   |
| 64                    | Lawrence Naesen (BEL) | 51e                   |
| 65                    | Marc Sarreau (FRA)    | 9e                    |
| 66                    | Gijs Van Hoecke (BEL) | 106e                  |
| 67                    | Damien Touzé (FRA)    | 16e                   |

| Euskaltel-Euskadi EUS | Euskaltel-Euskadi EUS       | Euskaltel-Euskadi EUS |
| --------------------- | --------------------------- | --------------------- |
| Num                   | Coureur                     | Pos                   |
| 71                    | Mikel Alonso (ESP)          | 138e                  |
| 72                    | Mikel Aristi (ESP)          | 22e                   |
| 73                    | Xabier Mikel Azparren (ESP) | 71e                   |
| 74                    | Julen Irizar (ESP)          | 40e                   |
| 75                    | Juan José Lobato (ESP)      | 38e                   |
| 76                    | Luis Ángel Maté (ESP)       | 57e                   |
| 77                    | Antonio Jesús Soto (ESP)    | 47e                   |

| Movistar Team MOV | Movistar Team MOV         | Movistar Team MOV |
| ----------------- | ------------------------- | ----------------- |
| Num               | Coureur                   | Pos               |
| 81                | Gabriel Cullaigh (GBR)    | 7e                |
| 82                | Iván García Cortina (ESP) | 60e               |
| 83                | Juri Hollmann (GER)       | 59e               |
| 84                | Johan Jacobs (SUI)        | 64e               |
| 85                | Mathias Norsgaard (DEN)   | 95e               |
| 86                | Gonzalo Serrano (ESP)     | 44e               |
| 87                | Alejandro Valverde (ESP)  | 55e               |

| Equipo Kern Pharma EKP | Equipo Kern Pharma EKP     | Equipo Kern Pharma EKP |
| ---------------------- | -------------------------- | ---------------------- |
| Num                    | Coureur                    | Pos                    |
| 91                     | Carlos García Pierna (ESP) | 122e                   |
| 92                     | Álex Jaime (ESP)           | 36e                    |
| 93                     | Diego López (ESP)          | 63e                    |
| 94                     | Savva Novikov (RUS)        | 37e                    |
| 95                     | José Félix Parra (ESP)     | 124e                   |
| 96                     | Ibon Ruiz (ESP)            | 140e                   |
| 97                     | Enrique Sanz (ESP)         | 123e                   |

| Astana-Premier Tech APT | Astana-Premier Tech APT         | Astana-Premier Tech APT |
| ----------------------- | ------------------------------- | ----------------------- |
| Num                     | Coureur                         | Pos                     |
| 101                     | Luis León Sánchez (ESP) (route) | 41e                     |
| 102                     | Yevgeniy Gidich (KAZ)           | 32e                     |
| 103                     | Yevgeniy Fedorov (KAZ)          | 53e                     |
| 104                     | Davide Martinelli (ITA)         | 56e                     |
| 105                     | Javier Romo (ESP)               | 54e                     |
| 106                     | Nikita Stalnow (KAZ)            | 110e                    |
| 107                     | Artyom Zakharov (KAZ)           | 43e                     |

| Burgos-BH BBH | Burgos-BH BBH                  | Burgos-BH BBH |
| ------------- | ------------------------------ | ------------- |
| Num           | Coureur                        | Pos           |
| 111           | Jetse Bol (NED)                | 29e           |
| 112           | Jesús Ezquerra (ESP)           | 19e           |
| 113           | Juan Antonio López-Cózar (ESP) | AB            |
| 114           | Ángel Madrazo (ESP)            | 119e          |
| 115           | Alex Molenaar (NED)            | 132e          |
| 116           | Manuel Peñalver (ESP)          | AB            |
| 117           | Diego Rubio (ESP)              | 58e           |

| Deceuninck-Quick Step DQT | Deceuninck-Quick Step DQT | Deceuninck-Quick Step DQT |
| ------------------------- | ------------------------- | ------------------------- |
| Num                       | Coureur                   | Pos                       |
| 121                       | Mark Cavendish (GBR)      | 94e                       |
| 122                       | Tim Declercq (BEL)        | 86e                       |
| 123                       | Álvaro Hodeg (COL)        | AB                        |
| 124                       | Florian Sénéchal (FRA)    | 2e                        |
| 125                       | Stijn Steels (BEL)        | 96e                       |
| 126                       | Jannik Steimle (GER)      | 79e                       |
| 127                       | Bert Van Lerberghe (BEL)  | 15e                       |

| Bingoal-WB BWB | Bingoal-WB BWB                      | Bingoal-WB BWB |
| -------------- | ----------------------------------- | -------------- |
| Num            | Coureur                             | Pos            |
| 131            | Stanisław Aniołkowski (POL) (route) | 23e            |
| 132            | Timothy Dupont (BEL)                | 5e             |
| 133            | Tom Paquot (BEL)                    | 97e            |
| 134            | Laurenz Rex (BEL)                   | 125e           |
| 135            | Ludovic Robeet (BEL)                | 126e           |
| 136            | Boris Vallée (BEL)                  | 135e           |
| 137            | Tom Wirtgen (LUX)                   | 117e           |

| Qhubeka Assos TQA | Qhubeka Assos TQA             | Qhubeka Assos TQA |
| ----------------- | ----------------------------- | ----------------- |
| Num               | Coureur                       | Pos               |
| 141               | Carlos Barbero (ESP)          | 76e               |
| 142               | Sean Bennett (USA)            | 67e               |
| 143               | Victor Campenaerts (BEL)      | 33e               |
| 144               | Giacomo Nizzolo (ITA) (route) | 1er               |
| 145               | Matteo Pelucchi (ITA)         | 102e              |
| 146               | Emil Vinjebo (DEN)            | 75e               |
| 147               | Max Walscheid (GER)           | 92e               |

| Eolo-Kometa EOK | Eolo-Kometa EOK         | Eolo-Kometa EOK |
| --------------- | ----------------------- | --------------- |
| Num             | Coureur                 | Pos             |
| 151             | John Archibald (GBR)    | 109e            |
| 152             | Davide Bais (ITA)       | 129e            |
| 153             | Manuel Belletti (ITA)   | 25e             |
| 154             | Lorenzo Fortunato (ITA) | 52e             |
| 155             | Mattia Frapporti (ITA)  | 72e             |
| 156             | Luca Pacioni (ITA)      | 139e            |
| 157             | Samuele Rivi (ITA)      | 130e            |

| Trek-Segafredo TFS | Trek-Segafredo TFS            | Trek-Segafredo TFS |
| ------------------ | ----------------------------- | ------------------ |
| Num                | Coureur                       | Pos                |
| 161                | Nicola Conci (ITA)            | 80e                |
| 162                | Jakob Egholm (DEN)            | AB                 |
| 163                | Amanuel Ghebreigzabhier (ERI) | AB                 |
| 164                | Alexander Kamp (DEN)          | 107e               |
| 165                | Jacopo Mosca (ITA)            | 66e                |
| 166                | Antonio Nibali (ITA)          | 131e               |
| 167                | Edward Theuns (BEL)           | 8e                 |

| Caja Rural-Seguros RGA CJR | Caja Rural-Seguros RGA CJR | Caja Rural-Seguros RGA CJR |
| -------------------------- | -------------------------- | -------------------------- |
| Num                        | Coureur                    | Pos                        |
| 171                        | Jon Aberasturi (ESP)       | 4e                         |
| 172                        | Álvaro Cuadros (ESP)       | 111e                       |
| 173                        | David González López (ESP) | 120e                       |
| 174                        | Jon Irisarri (ESP)         | 83e                        |
| 175                        | Oier Lazkano (ESP)         | 121e                       |
| 176                        | Joel Nicolau (ESP)         | AB                         |
| 177                        | Héctor Sáez (ESP)          | 112e                       |

| Gazprom-RusVelo GAZ | Gazprom-RusVelo GAZ      | Gazprom-RusVelo GAZ |
| ------------------- | ------------------------ | ------------------- |
| Num                 | Coureur                  | Pos                 |
| 181                 | Igor Boev (RUS)          | AB                  |
| 182                 | Marco Canola (ITA)       | 11e                 |
| 183                 | Sergey Chernetskiy (RUS) | 50e                 |
| 184                 | Damiano Cima (ITA)       | 10e                 |
| 185                 | Pavel Kochetkov (RUS)    | 61e                 |
| 186                 | Petr Rikunov (RUS)       | 49e                 |
| 187                 | Dmitri Strakhov (RUS)    | 133e                |

| Total Direct Énergie TDE | Total Direct Énergie TDE  | Total Direct Énergie TDE |
| ------------------------ | ------------------------- | ------------------------ |
| Num                      | Coureur                   | Pos                      |
| 191                      | Christopher Lawless (GBR) | 84e                      |
| 192                      | Lorrenzo Manzin (FRA)     | 13e                      |
| 193                      | Adrien Petit (FRA)        | AB                       |
| 194                      | Cristian Rodríguez (ESP)  | 68e                      |
| 195                      | Geoffrey Soupe (FRA)      | 99e                      |
| 196                      | Niki Terpstra (NED)       | 91e                      |
| 197                      | Dries Van Gestel (BEL)    | 42e                      |

| Bardiani CSF Faizanè BCF | Bardiani CSF Faizanè BCF | Bardiani CSF Faizanè BCF |
| ------------------------ | ------------------------ | ------------------------ |
| Num                      | Coureur                  | Pos                      |
| 201                      | Enrico Battaglin (ITA)   | 34e                      |
| 202                      | Filippo Fiorelli (ITA)   | 18e                      |
| 203                      | Umberto Marengo (ITA)    | 21e                      |
| 204                      | Daniel Savini (ITA)      | 31e                      |
| 205                      | Giovanni Visconti (ITA)  | AB                       |
| 206                      | Filippo Zana (ITA)       | 69e                      |
| 207                      | Samuele Zoccarato (ITA)  | 48e                      |

| Rally Cycling RLY | Rally Cycling RLY       | Rally Cycling RLY |
| ----------------- | ----------------------- | ----------------- |
| Num               | Coureur                 | Pos               |
| 211               | Nathan Brown (USA)      | 128e              |
| 212               | Pier-André Côté (CAN)   | 27e               |
| 213               | Arvid de Kleijn (NED)   | AB                |
| 214               | Colin Joyce (USA)       | 20e               |
| 215               | Emerson Oronte (USA)    | 127e              |
| 216               | Joey Rosskopf (USA)     | 65e               |
| 217               | Nickolas Zukowsky (CAN) | 30e               |